# Parnassia brevistyla
Parnassia brevistyla là một loài thực vật có hoa trong họ Dây gối. Loài này được (Brieger) Hand.-Mazz. mô tả khoa học đầu tiên năm 1931.